# Fissidens caripensis
Fissidens caripensis là một loài Rêu trong họ Fissidentaceae. Loài này được (Hampe & Müll. Hal.) Paris mô tả khoa học đầu tiên năm 1896.